# Thitarodes
Genre
Thitarodes est un genre de papillons de nuit de la famille des Hepialidae. On les trouve en Asie, et pour la majorité d'entre eux sur le plateau tibétain. Souvent, dans la nomenclature entomologique, Thitarodes est encore appelé Hepialus dont il est issu d'une scission datant de 1968.
Les chenilles de quelques espèces de ce genre sont les hôtes du champignon entomopathogène Ophiocordyceps sinensis, principalement T. armoricanus, T. oblifurcus et T. varians. Le complexe champignon-insecte connu sous le nom de « champignon chenille » et par son nom tibétain d'origine yarsagumbu est utilisé dans la médecine traditionnelle tibétaine et la médecine traditionnelle chinoise.

## Liste des espèces
Selon GBIF (31 octobre 2024) :
- Thitarodes albipictus (Yang, 1993) – Chine (Yunnan)
- Thitarodes altaicola (Wang, 1990)
- Thitarodes anomopterus (Yang, 1994)
- Thitarodes arizanus (Matsumura, 1931) – Taïwan
- Thitarodes armoricanus (Oberthür, 1909) – Tibet
- Thitarodes baimaensis (Liang, 1988) – Chine (Yunnan)
- Thitarodes balmiya Grehan, Negi & Basu, 2021
- Thitarodes baqingensis (Yang & Zhang, 1995) – Tibet
- Thitarodes caligophilus Maczey
- Thitarodes callinivalis (Liang, 1995) – Chine (Yunnan)
- Thitarodes cingulatus (Yang & Zhang, 1995) – Chine (Gansu)
- Thitarodes damxungensis (Yang, 1995) – Tibet
- Thitarodes danieli Viette, 1968 – Népal
- Thitarodes deqinensis (Liang, 1988)
- Thitarodes dierli Viette, 1968 – Népal
- Thitarodes eberti Viette, 1968 – Népal
- Thitarodes ferrugineus (Li, Yang & Shen, 1993) – Chine (Yunnan)
- Thitarodes gonggaensis (Fu & Huang, 1991) – Chine (Sichuan)
- Thitarodes jialangensis (Yang, 1994) – Tibet
- Thitarodes jianchuanensis (Yang, 1994)
- Thitarodes jinshaensis (Yang, 1993) – Chine (Yunnan)
- Thitarodes kangdingensis (Chu & Wang, 1985) – Chine (Sichuan)
- Thitarodes kangdingroides (Chu & Wang, 1985) – Chine (Sichuan)
- Thitarodes lijiangensis (Chu & Wang, 1985)
- Thitarodes litangensis (Liang, 1995) – Chine (Sichuan)
- Thitarodes luquensis (Yang & Yang, 1995)
- Thitarodes luteus (Grum-Grshimailo, 1891)
- Thitarodes malaisei (Bryk, 1946) – Birmanie
- Thitarodes markamensis (Yang, Li & Shen, 1992) – Tibet
- Thitarodes meiliensis (Liang, 1988) – China (Yunnan)
- Thitarodes menyuanicus (Chu & Wang, 1985)
- Thitarodes namnai Maczey
- Thitarodes nebulosus (Alphéraky, 1889)
- Thitarodes nipponensis Ueda, 1996 – Japon
- Thitarodes oblifurcus (Chu & Wang, 1985) – Chine (Qinghai)
- Thitarodes pratensis (Yang, Li & Shen, 1992) – Chine (Yunnan)
- Thitarodes pui
- Thitarodes renzhiensis (D.Yang, Shen, Yang, Y., Liang & Dong, 1991) – Chine (Yunnan)
- Thitarodes richthofeni (Bang-Haas, 1939) – Chine
- Thitarodes sejilaensis
- Thitarodes shambalaensis Wang, Zhuang, Wang & Pierce, 2019 – Chine (Sichuan)
- Thitarodes sichuanus (Chu & Wang, 1985)
- Thitarodes sinarabesca (Bryk, 1942) – Chine
- Thitarodes variabilis (Bremer, 1861) – Sibérie
- Thitarodes varians (Staudinger, 1896) – Tibet
- Thitarodes varius (Staudinger, 1887) – Sibérie
- Thitarodes xizangensis (Chu & Wang, 1985) – Tibet
- Thitarodes xunhauensis (Yang & Yang, 1995) – Chine (Qinghai)
- Thitarodes yeriensis (Liang, 1995) – Chine (Yunnan)
- Thitarodes yulongensis (Liang, 1988)
- Thitarodes yunlongensis (Chu & Wang, 1985)
- Thitarodes yunnanensis (Yang, Li & Shen, 1992)
- Thitarodes yushuensis (Chu & Wang, 1985)
- Thitarodes zallensis (Yang, 1994) – Tibet
- Thitarodes zhangmoensis (Chu & Wang, 1985) – Chine (Xinjiang)
- Thitarodes zhayuensis (Chu & Wang, 1985)
- Thitarodes zhongzhiensis Liang, 1995 – Chine (Yunnan)

## Systématique
Le nom valide complet (avec auteur) de ce taxon est Thitarodes Viette, 1968.
Thitarodes a pour synonyme :
- Forkalus Chu & Wang, 1985